# Bonaparte (группа)

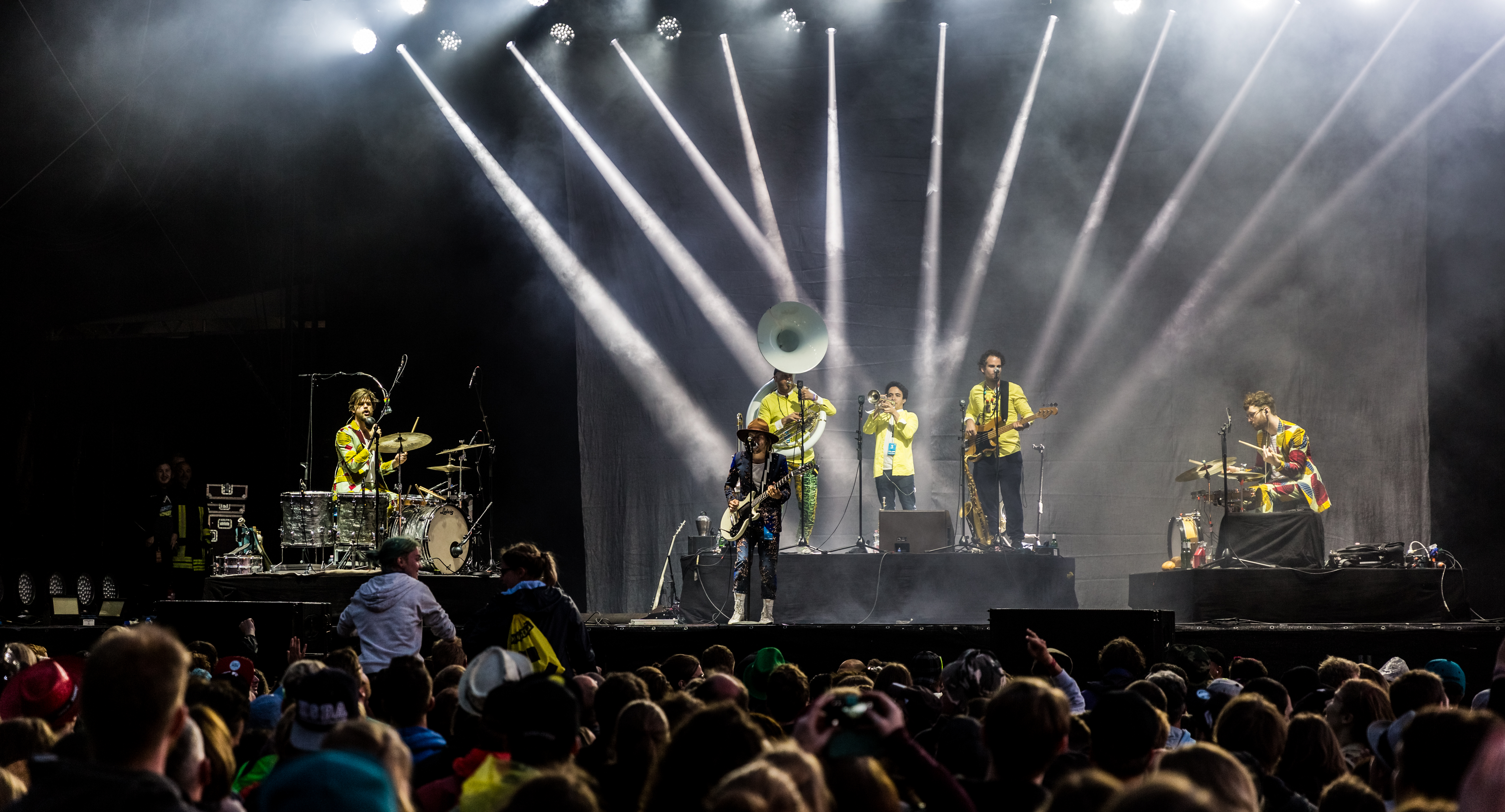
Bonaparte — Rock am Ring 2017

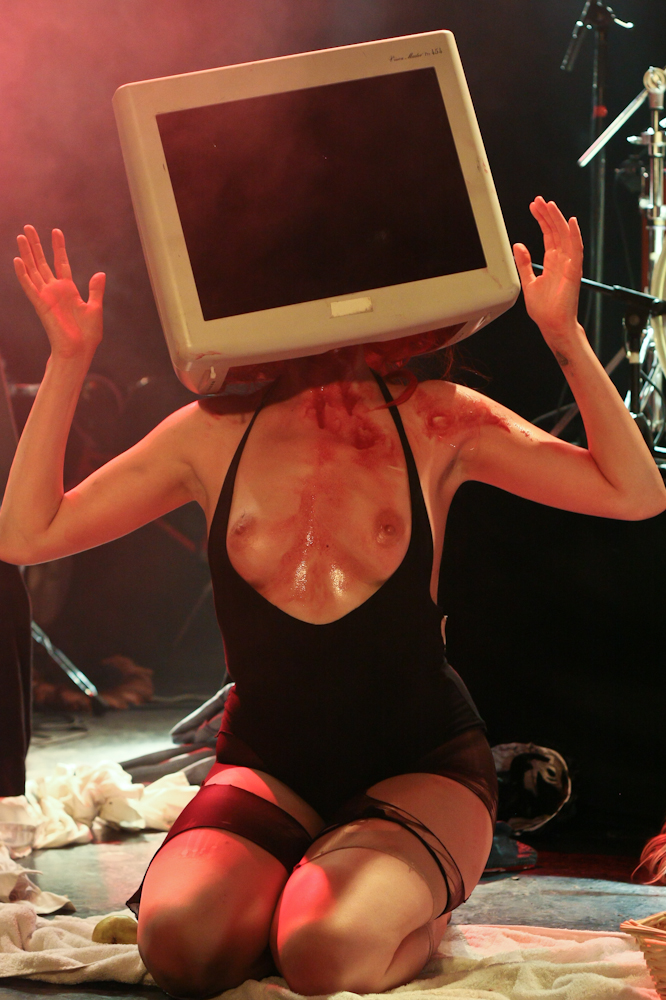
Bonaparte (2010)

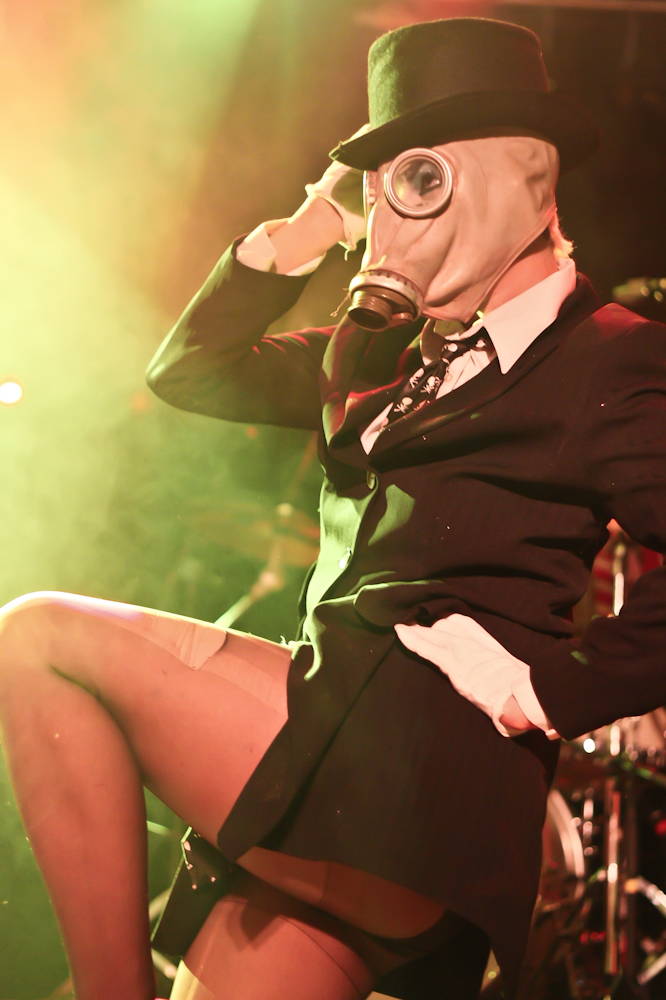
Bonaparte (2010)

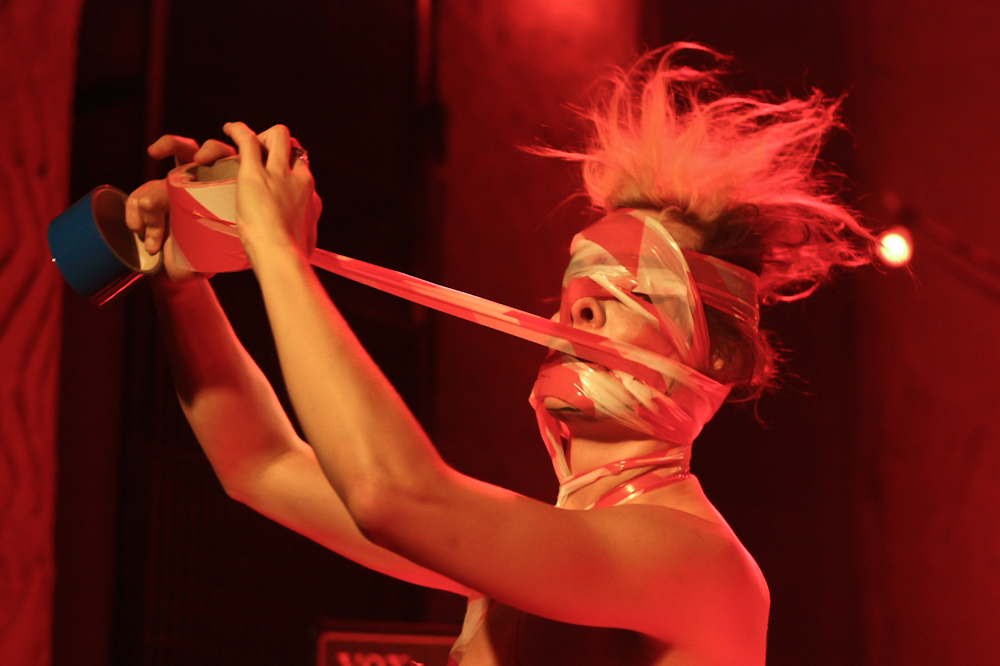
Bonaparte (2010)

Bonaparte — музыкальная инди-панк-группа основанная в Берлине и возглавляемая швейцарским автором песен Тобиасом Юндтом. Юндт — единственный постоянный член группы, но есть ещё около 20 других живых исполнителей.
Для группы характерны экспрессивные критические живые выступления. Tagesspiegel описывает их как «Мульти-этническую группу регулируемую королём вечеринок и трэшево-развязным цирком».
Группа также известна гедонистическими настроениями: для неё типичны такие слова из альбома Too Much: «You know Tolstoi / I know Playboy […] / You know politics / I know party-chicks […] / You know too much too much.» Berliner Zeitung описывает группу как «аналог Богемы», в то время как GZB отсылает к ним как к лучшей группе в мире в коротком треке «I want to party with the Bonaparte.».

## Участники

### Студийные записи
- Тобиас Юндт — вокал, гитара, бас-гитара, синтезатор, программирование, аранжировка

### Концерты
- Мистер Бонапарте (Тобиас Юндт) — вокал, гитара
- Ури Гага (Ури Гинсел) — клавишные
- Мориц Баумгартнер — ударные

### Массовка
- Убийца Клио (Молли Блэк)
- Редька Лулу (Лудовик Готье)
- Безумная Кейт (Кетлин Фишер)
- Человек-пушка (Ральф Юндт)

## Упоминания в СМИ
- «Radio Award Für Neue Musik» from Popkomm, Germany, 2008
- «Style Award Domestic» from Musikexpress, Germany, 2009
- «Too Much» #1 Biggest Hit in 2009 from 78s Magazine, Switzerland, 2009
- «Best Art Project» from 16 Tons Awards, Moscow, Russia, 2009

## Дискография

### Студийные альбомы
- Too Much (2008)
- My Horse Likes You (2010)
- Sorry, We're Open (2012)
- Bonaparte (2014)
- The Return Of Stravinsky Wellington (2017)
- Was Mir Passiert (2019)

### Другие альбомы
- Remuched (2009) (Double CD with remixes and live material)
- Rave Rave Remix (2011) (Remix album)
- 0110111 - Quantum Physics & A Horseshoe (2011) (Live DVD and soundtrack)
- Le Nouchi Clan (2019) (Live in Berlin)

### Синглы
- Too Much (2008)
- Anti Anti (Remixes) (2009) (as Bonaparte vs. Markus Lange)
- Computer in Love (2010)
- Fly a Plane Into Me (2010)
- Louie, Louie (2012)
- Quarantine (2012)
- Mañana Forever (2013)
- Into The Wild (2014)

### Ремиксы
- 2007: Die Piratenbraut — «12345und20» (Der Kleine Remix by Bonaparte)[3]
- 2007: Mother’s Ruin — «Godzilla vs. Bonaparte»[4]
- 2009: Kissogram — «The Deserter» (Bonaparte Remix)[5]
- 2011: Housemeister — «Music Is Awesome» (Bonaparte Remake Radio Edit & Extended Version)[6]
- 2011: The Monsters — «I Want You» (Bonaparte Remix)[7]
- 2012: MIA. — «Fallschirm» (Bonaparte Remix)
- 2012: Die Ärzte — «Ist das noch Punkrock?» (Bonaparte Remix)
- 2013: Dagobert — «Ich bin zu jung» (Bonaparte Remix)
- 2021: TOO MUCH - 14thFLOOR (D&B remix)